# Sonic Syndicate
Sonic Syndicate is een metalcore/melodieuze-deathmetalband. Hun oorsprong ligt in Zweden, in de stad Falkenberg.
Ze zijn begonnen omdat Nuclear Blast een grote competitie hield aan het einde van de zomer van 2005.
Ze begonnen toen met de twee Sjunnesson-broers; Richard en Roger en hun neef Robin. Zij wonnen deze competitie.
Halverwege 2009 gaf zanger Roland Johansson te stoppen met de band. Inmiddels hebben ze een nieuwe zanger, Nathan Biggs.

## Leden
| Heden              | instrument | 2005               | instrument |
| ------------------ | ---------- | ------------------ | ---------- |
| Nathan J. Biggs    | Vocals     | Richard Sjunnesson | Vocals     |
| Richard Sjunnesson | Vocals     | Roger Sjunnesson   | Guitars    |
| Roger Sjunnesson   | Guitars    | Robert Sjunnesson  | Guitars    |
| Robin Sjunnesson   | Guitars    |                    |            |
| John Bengtsson     | Drums      |                    |            |
| Karin Axelsson     | Bass       |                    |            |

## Discografie
| Eden Fire (2005)                | Only Inhuman (2007)                 | Love and Other Disasters (2008)      | Burn This City (2009)           | We Rule The Night (2010)       |
| ------------------------------- | ----------------------------------- | ------------------------------------ | ------------------------------- | ------------------------------ |
| 01. Jailbreak                   | 01. Aftermath                       | 01. Encaged                          | 01. Burn This City (radio edit) | 01. Beauty & The Freak         |
| 02. Enhance My Nightmare        | 02. Blue Eyed Fiend                 | 02. Hellgate: Worcester              | 02. Burn This City              | 02. Revolution, Baby           |
| 03. History Repeats Itself      | 03. Psychic Suicide                 | 03. Jack of Diamonds                 | 03. Rebellion in Nightmareland  | 03. Turn It Up                 |
| 04. Zion Must Fall              | 04. Double Agent 616                | 04. My Escape                        |                                 | 04. My Own Life                |
| 05. Misanthropic Coil           | 05. Enclave                         | 05. Fallout                          |                                 | 05. Burn This City             |
| 06. Lament of Innocence         | 06. Denied                          | 06. Power Shift                      |                                 | 06. Black and Blue             |
| 07. Prelude to Extinction       | 07. Callous                         | 07. Contradiction                    |                                 | 07. Miles Apart                |
| 08. Soulstone Splinter          | 08. Only Inhuman                    | 08. Damage Control                   |                                 | 08. Plans Are For People       |
| 09. Crowned in Despair          | 09. All About Us                    | 09. Red Eyed Friend                  |                                 | 09. Leave Me Alone             |
| 10. Where the Black Lotus Grows | 10. Unknown Entity                  | 10. Affliction                       |                                 | 10. Break of Day               |
|                                 | 11. Flashback                       | 11. Ruin (Bonustrack)                |                                 | 11. We Rule The Night          |
|                                 | 12. Freelancer (Bonustrack)         | 12. Dead Planet (Bonustrack)         |                                 | 12. Dead and Gone (Bonustrack) |
|                                 | 13. My Soul In #000000(Bonustrack*) | 13. Mission: Undertaker (Bonustrack) |                                 | 13. Heart of Eve (Bonustrack)  |

* = Dit nummer staat alleen op de Japanse uitvoering van 'Only Inhuman'. Ook is deze (qua tracknummer) omgewisseld met 'freelancer'

## Awards
In 2008 won Sonic Syndicate de award voor beste nieuwkomer bij de Swedish Metal Awards en bij de Bandit Rock Awards. Sonic Syndicate, ook samen met Patric Ullaeus, won in 2010 de award voor beste muziek video voor hun muziek video van 'Burn This City' op de Swedish Metal Awards. Ze werden genomineerd en wonnen de award voor 'Best Swedish Group' bij de Bandit Rock Awards in 2010. Sonic Syndicate werd in 2010 genomineerd voor de award 'Up and Coming!' bij de Metal Hammer Awards in Duitsland.